# Vol China Eastern Airlines 5210
Le 21 novembre 2004, un Bombardier CRJ200 effectuant le vol China Eastern Airlines 5210, reliant Baotou à Shanghai, avec une escale à Pékin, en Chine, s'écrase dans un lac environ deux minutes après son décollage de l'aéroport de Baotou Donghe, tuant les 53 personnes à bord et deux autres au sol. La catastrophe devient également connue sous le nom de l'accident aérien de Baotou.
Une enquête de l'administration de l'aviation civile de Chine (CAAC) révèle que l'avion n'avait pas été dégivré par l'équipe au sol, alors qu'il était stationné sur le tarmac. L'accumulation de glace sur les ailes a fait perdre à l'avion sa portance, provoquant un décrochage. Il s'agit de l'accident aérien le plus meurtrier impliquant le Bombardier CRJ200 et est le deuxième pire crash aérien de l'histoire de la compagnie aérienne China Eastern Airlines,, après celui du vol China Eastern Airlines 5735 survenue en mars 2022.

## Accident
Le vol 5210 était exploité par un Bombardier CRJ200ER, immatriculé B-3072 (numéro de série 7697), propulsé par deux moteurs General Electric CF34-3B1 et livré en novembre 2002, deux ans avant le crash. Au moment de l'accident, cet avion de ligne court-courrier était encore peint avec la livrée de China Yunnan Airlines, bien que la compagnie aérienne ait fusionné avec China Eastern Airlines en 2003. 
L'avion a décollé à 08 h 21 heure locale, 15 minutes avant la date prévue, transportant 47 passagers, et six membres d'équipage à son bord. Dix secondes après le décollage, l'avion a vibré pendant plusieurs secondes puis est tombé au sol. L'avion a dérapé dans un parc et s'est écrasé dans une maison, une billetterie de parc et un port, incendiant plusieurs yachts amarrés. Il a ensuite plongé dans un lac glacé. Les 53 personnes à bord et les deux employés du parc au sol ont été tués dans l'accident.

### Recherche et sauvetage
Les présidents de la république populaire chinoise Hu Jintao et Wen Jiabao et le vice-premier ministre Huang Ju ont ordonné une opération de sauvetage immédiate. Plus de 100 pompiers ont été dépêchés sur le lieu de l'accident. 250 policiers, 50 employés du parc et 20 plongeurs ont également été envoyés sur le site de la catastrophe. Les sauveteurs ont dû percer la glace pour récupérer les corps. À la fin de la journée, les équipages avaient récupéré 36 corps du lac gelé. Selon un médecin qui travaillait dans un hôpital voisin, les sauveteurs n'avaient récupéré que les organes corporels et les intestins des victimes.
Les efforts de sauvetage ont été entravés par les basses températures. Au lendemain de l'accident, la majeure partie de l'avion avait été récupérée du lac. Une équipe d'experts en sauvetage du Bureau maritime du ministère des Communications est également arrivée sur le site de l'accident le 22 novembre. Le 24 novembre, les enquêteurs ont localisé la boîte noire grâce aux impulsions radio émises par les appareils,.

## Équipage et passagers
Sur les 47 passagers à bord, 46 étaient chinois. Les responsables ont confirmé qu'une seule personne n'était pas chinoise était à bord, mais Indonésienne. Les membres d'équipage de conduite ont été identifiés comme étant le commandant de bord Wang Pin (33 ans), le copilote Yang Guang (37 ans) et le premier officier Yi Qinwei (27 ans), ainsi que deux hôtesses de l'air et un agent de sécurité.

## Enquête
De nombreux témoins ont déclaré que l'avion a tremblé pendant plusieurs secondes, puis a explosé en l'air. Selon un témoin, une explosion s'est produite à la queue de l'avion. De la fumée a commencé à sortir de l'appareil avant qu'il ne s'écrase dans le parc, devenant une boule de feu, puis a dérapé à travers le parc et dans le lac. D'autres ont affirmé que l'avion avait explosé en "fragments enflammés" dans les airs avant de s'écraser.
L'accident s'est produit trois mois seulement après le bombardement d'un Tupolev Tu-154 et d'un Tupolev Tu-134 au-dessus de la Russie, qui a tué 90 personnes. À l'époque, les enquêteurs des bombardements russes ont trouvé des traces d'explosifs à bord des deux avions. Les enquêteurs du crash du vol 5120 ont cependant déclaré qu'ils n'avaient trouvé aucune preuve de terrorisme, selon l'agence de presse officielle Xinhua.
L'accident s'est également produit un mois seulement après le vol Pinnacle Airlines 3701, qui impliquait également un CRJ200, ce qui a incité l'Administration de l'aviation civile de Chine à immobiliser tous les CRJ-200 opérant en Chine pendant un mois, jusqu'à ce qu'aucun défaut technique de l'avion ne soit déterminé,.
Le temps au moment de l'accident était bon, même si la température était inférieure à 0 °C (32 °F). Une hypothèse résultante selon laquelle des particules de glace dans le carburant ont causé la catastrophe a ensuite été réfutée.
Une enquête plus approfondie a révélé que l'avion accidenté avait été stationné pendant la nuit à l'aéroport de Baotou par un temps froid, provoquant la formation d'une couche de givre à l'extérieur. L'avion n'a pas non plus été dégivré avant le vol. Pendant le décollage, la contamination par le givre a gravement dégradé les performances aérodynamiques et, alors que le jet tournait, il est entré dans un décrochage dont l'équipage n'a pas pu résoudre.

## Conséquences
En 2006, douze employés de China Eastern Airlines ont été reconnus responsables de l'accident et ont reçu une sanction administrative.
China Eastern n'exploite plus la route de l'accident. Tous les vols entre Baotou et Shanghai sont désormais opérés par sa filiale Shanghai Airlines en tant que vols 9438 et 9136 (vers Pudong). Le numéro de vol 5210 a été réaffecté à un vol Shantou-Shanghai.